# Десет на минус девета
10-9 („Десет на минус девета“) е роман на българския писател фантаст Николай Теллалов.
С подкрепата на Вихра Манова (редактор на романа) и Весела Люцканова, книгата е издадена през 2007 г. от едноименното Издателство Весела Люцканова.
Какво е нанотехнология и какви са нейните измерения, области на приложение и бъдеще? Това са част от въпросите, които авторът разглежда в романа си.
Николай Теллалов представя 10-9 в ефира на БНР – през юли 2007 г. в нощния блок на Програма „Хоризонт“ и през септември същата година в Програма „Христо Ботев“.
На 26 септември 2007 г. се състои официалната премиера на книгата в книжарницата на Издателство „Труд“.
Познатият на фендъм общността писател и деец Атанас Славов определя романа като Книгосъбитието на 2007 година.
По този повод той пише в сборника FantAstika, издание на Фондация Човешката библиотека:
| „ | Теллалов зарадва читателите си с уникалната история на „10-9“ – поразителна технологична поема за предстоящата драма на свободния човек. Тук вече на всеки би станало ясно – пред нас е формиран талантлив научен фантаст в най-добрия вариант на понятието. Автор, пищеш с пълна отговорност и доказани научни реалии, без те по никакъв начин да увреждат литературния и емоционален градус на книгите му. Теллалов си остава страстен разказвач на човешките чувства... | “ |

Атанас Славов допълва:
| „ | Първите романи на Николай Теллалов – Да пробудиш драконче; Царска заръка и Пълноземие можеха да ни заблудят – изобилието на прабългарски митологични елементи и фолклор караше (поне първите две книги) да гравитират към фолклорното фентъзи... Но още третият роман на младия автор Пълноземие разсея тези илюзии – Николай Теллалов бе започнал амбициозно първия в българската фантастика научнофантастичен цикъл романи със собствена Вселена. Оказа се, че всички митологични герои и технологии имат своето научнофантастично обяснение и следват цялостна рационална логика, която напълно се разгръща едва в четвъртия (предстоящ да излезе) роман Слънце недосегаемо... | “ |

Аонс:
Последното изпитание пред човечеството е технологията, която борави с отделни атоми и молекули във всички мислими, физически възможни структури.
Последното изпитание е изпитание чрез изобилие.
Изпитание чрез материално неограничена свобода.
Изпитание – или изкушение? – е отмяната на смъртта като нещо задължително за всяко живо същество.
Хората вече не могат да останат същите, каквито са били преди.